# Kogelbloem
De kogelbloem (Globularia punctata, synoniem: Globularia bisnagarica) is een giftige, overblijvende plant die behoort tot de weegbreefamilie. De soort komt van nature voor in Zuid- en Midden-Europa en Zuidwest-Azië en is inheems in Wallonië. Het aantal chromosomen is 2n = 16.
De plant wordt 15-40 cm hoog en heeft een recht opstaande stengel. De plant vormt een bladrozet. De langgesteelde rozetbladeren hebben een leerachtig bladschijf dat spatelvormig is en vaak aan de bovenkant uitgerand, drietandig of afgerond. De zittende stengelbladeren zijn lancetvormig en spits.
De kogelbloem bloeit vanaf april tot in juni met 1-1,5 cm grote bloemhoofdjes. Het omwindsel bestaat uit negen tot twaalf stijf behaarde, lancetvormige, toegespitste, gewimperde schutblaadjes, die veel korter dan het bloemhoofdje zijn. De blauwe, soms witte bloemen zijn 6-8 mm lang. Elke  bloem heeft een blauw, lijnlancetvormig, gewimperd schutblaadje, een buisvormige kelk en een getande opening, en een eveneens buisvormige kroon, 6-8 mm lang, bestaande uit vijf tot een buis gefuseerde kroonbladen, die twee bloemlippen vormen, de bovenste tweelobbig, de onderste korter en drielobbig. Een bloem heeft vier meeldraden en een stamper met een eenhokkig, bovenstaand vruchtbeginsel.
De vrucht is een nootje.

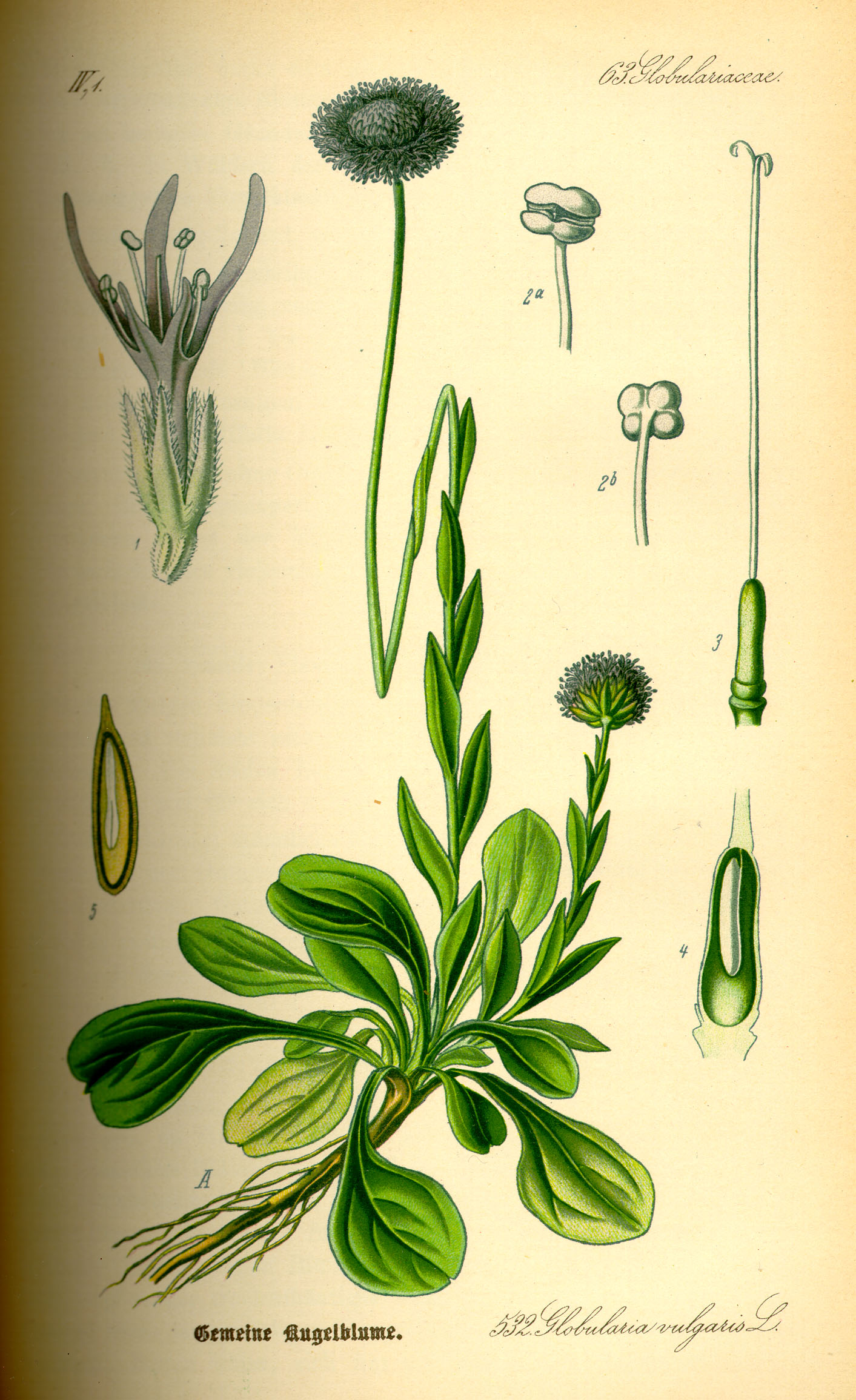
Illustratie
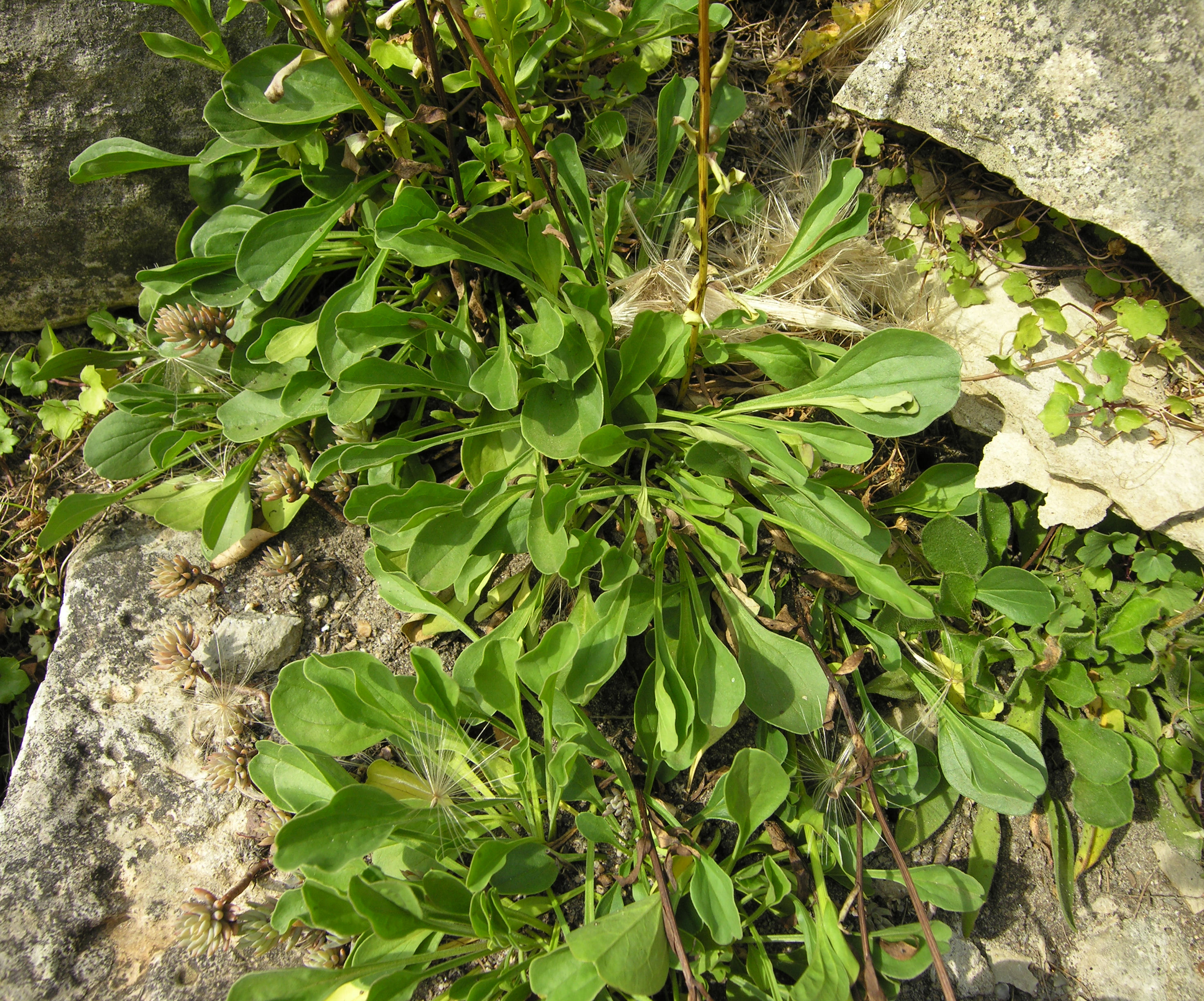
Bladrozet
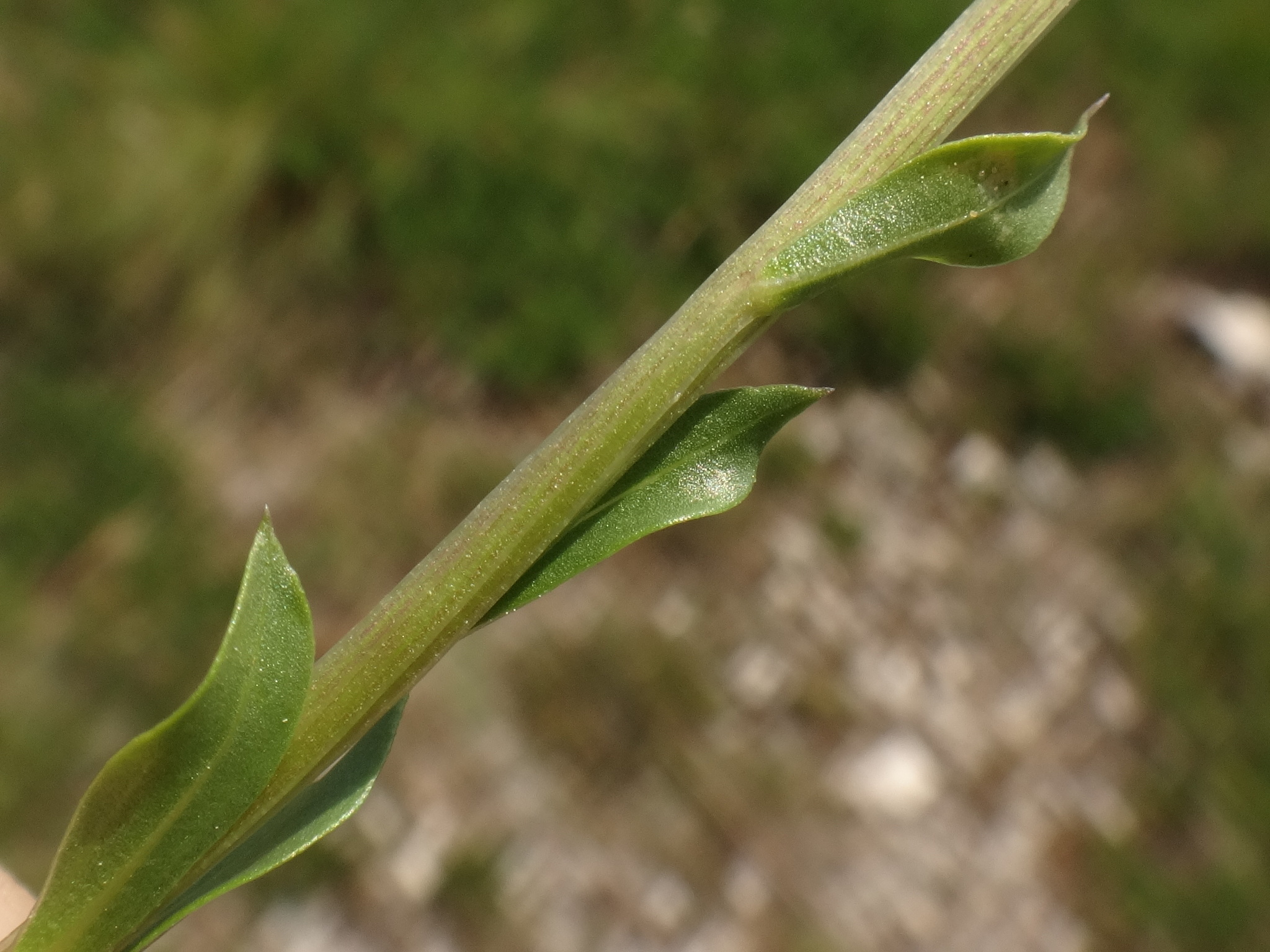
Stengel
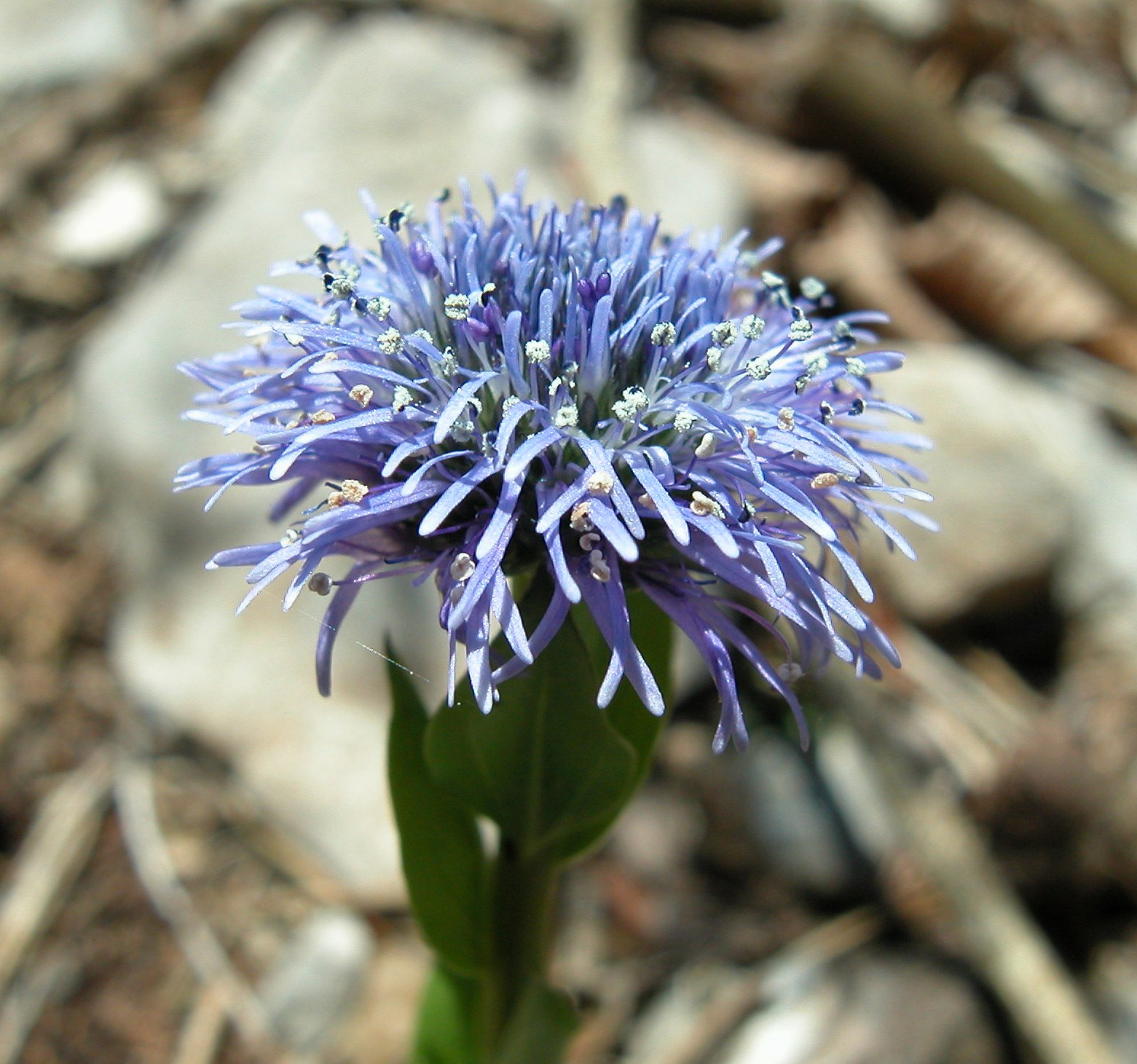
Hoofdje
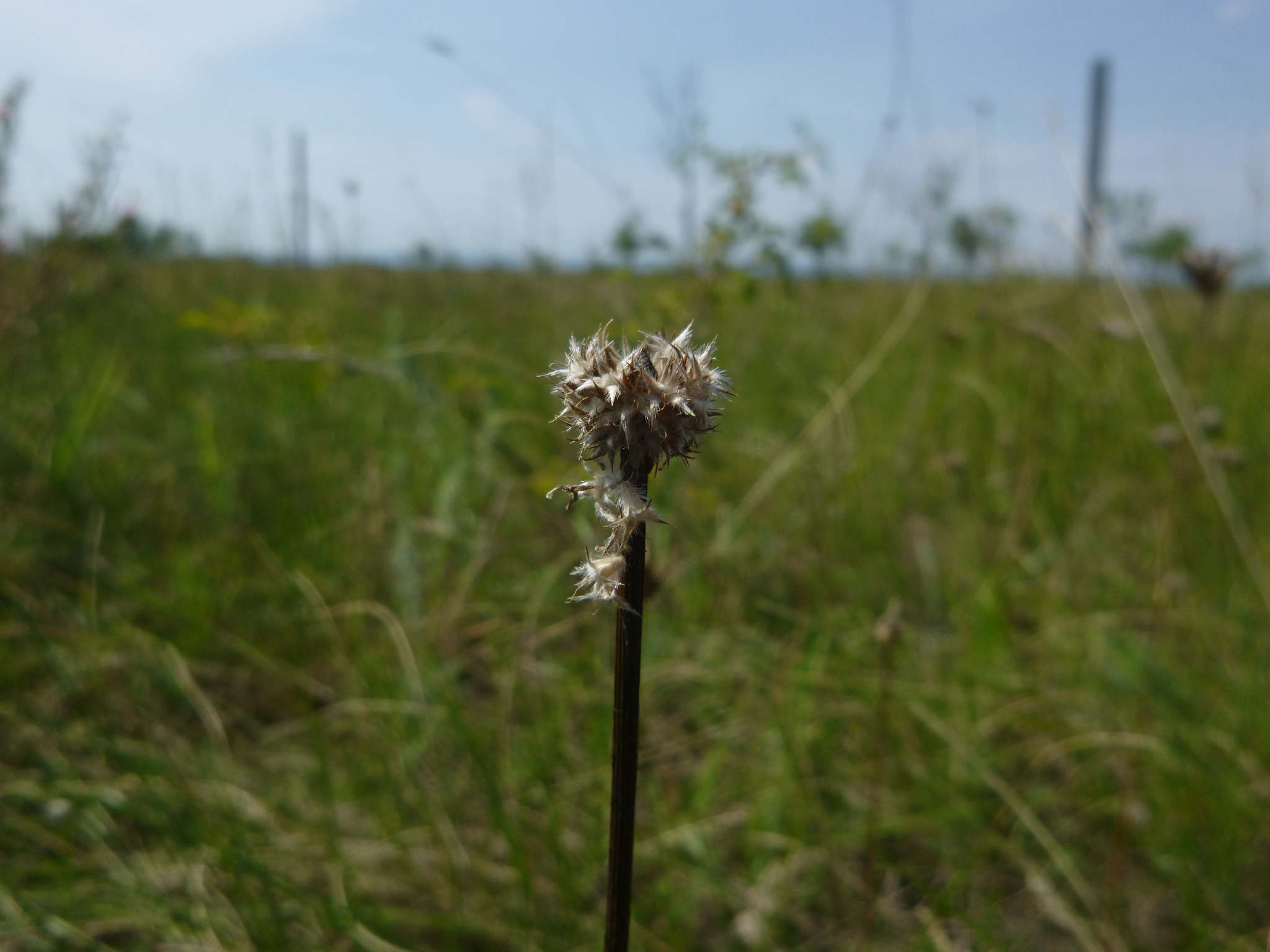
Vruchten
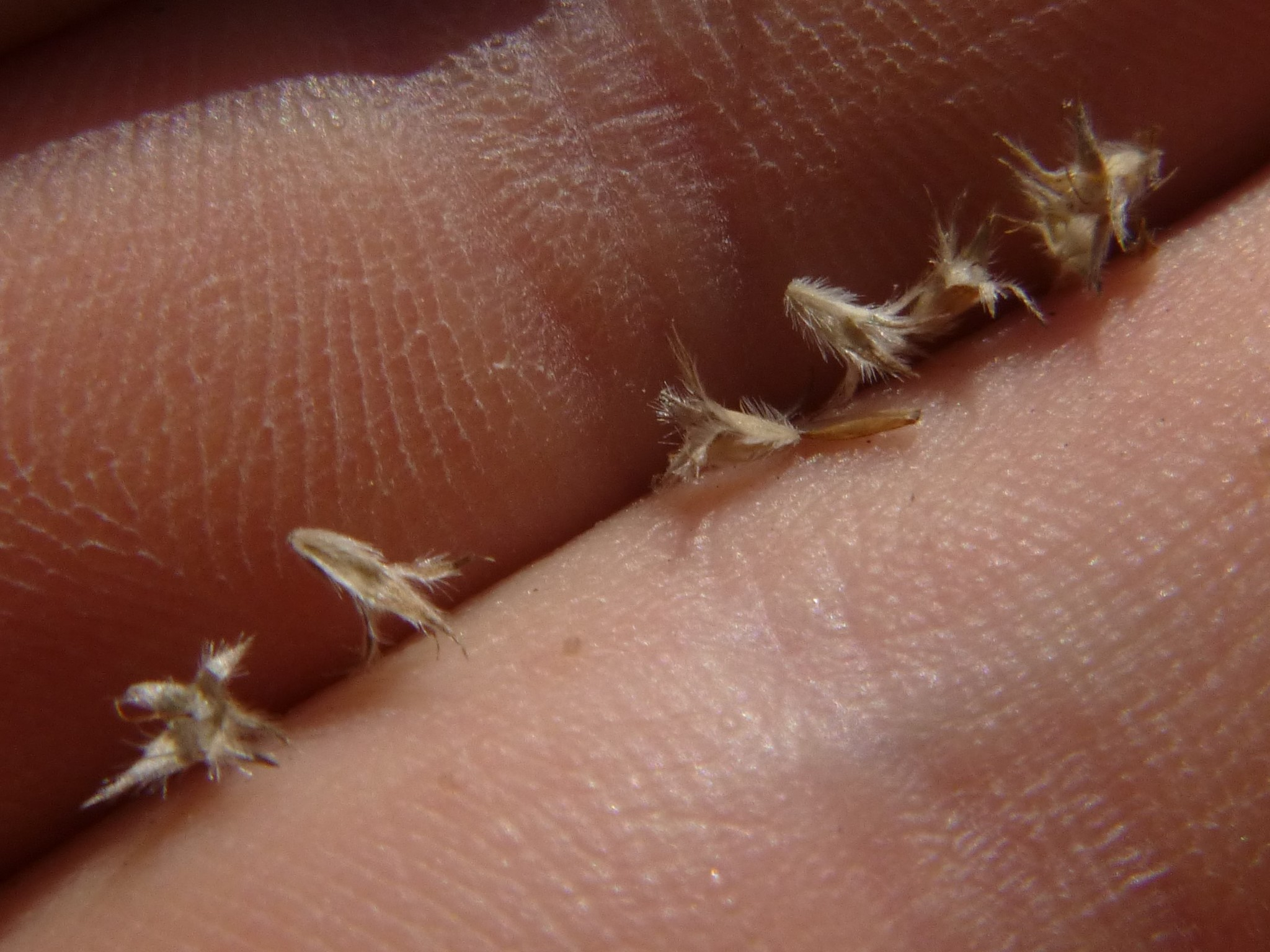
Vruchten

De kogelbloem komt voor op matig droge, kalkrijke, meestal stenige grond in kalkgrasland, op kalkrotsen en soms in lichte bossen.